# Mårten Klingberg
Tomas Mårten Klingberg, född 1 april 1968 i Spånga, Stockholm,  är en svensk skådespelare, manusförfattare och regissör.
Han utexaminerades från Teaterhögskolan i Stockholm 1993.

## Filmografi (urval)
- 1991 – Fasadklättraren (TV)
- 1994 – Bert (TV-serie, gästroll)
- 1995 – Petri tårar
- 1995 – Mitt sanna jag (TV-serie)
- 1996 – Bröderna Fluff (TV)
- 1996 – Skilda världar (TV-serie, gästroll)
- 1997 – Opportunus
- 1999 – Två som oss (TV-serie, gästroll)
- 2000 – Judith (TV)
- 2001 – Beck – Hämndens pris
- 2001 – Beck – Mannen utan ansikte (TV)
- 2002 – Beck – Kartellen (TV)
- 2002 – Beck – Enslingen (TV)
- 2002 – Beck – Okänd avsändare (TV)
- 2002 – Beck – Annonsmannen (TV)
- 2002 – Beck – Sista vittnet
- 2002 – Beck – Pojken i glaskulan (TV)
- 2003 – Kontorstid
- 2006 – Keillers park
- 2009 – Scener ur ett kändisskap
- 2012 – En gång i Phuket
- 2012 – Cockpit
- 2015 – Modus (TV-serie)
- 2018 – Springfloden (TV-serie)
- 2019 – Alex (TV-serie)
- 2020 – Min pappa Marianne
- 2021 – Den osannolika mördaren (TV-serie)
- 2022 – Ur spår

## Regi
- 2002 – Viktor och hans bröder
- 2003 – Utan dig
- 2006 – Offside
- 2012 – Cockpit
- 2013 – Familjen Holstein-Gottorp (TV-serie)
- 2015 – Beck – Rum 302
- 2015 – Beck – Familjen
- 2016 – Beck – Gunvald
- 2016 – Beck – Steinar'
- 2018 – Beck – Ditt eget blod
- 2018 – Beck – Den tunna isen
- 2020 – Min pappa Marianne
- 2022 – Ur spår
- 2023 – Andra akten

## Filmmanus
- 1999 – Browalls (TV-serie)
- 2003 – Utan dig